# SpamAssassin
SpamAssassin è un programma per computer distribuito sotto licenza Apache 2.0. Viene usato per il filtraggio delle e-mail contenenti spam. Si basa su regole di confronto del contesto, supporta anche regole basate su DNS, checksum e filtraggio statistico, inoltre supporta programmi esterni e database online.
SpamAssassin è considerato uno dei filtri antispam più efficaci, specialmente se usato congiuntamente con un database antispam.
Spesso, per molti utenti, una semplice comparazione testuale può essere sufficiente a classificare la maggioranza della posta ricevuta, ma la complessità del confronto tra le combinazioni di parole, simboli, fonti dello spam può superare la capacità dell'utente medio.
Per esempio, i messaggi di spam grafico non hanno testo da confrontare, quindi si controlla il mail server d'origine del mittente ed i collegamenti inclusi nei vari database di e-mail abusive conosciute, consentendo la prevenzione di posta inutile o non-personale che perviene all'utente finale.